# Guro Knutsen
Guro Knutsen Mienna (Slemmestad, 10 de janeiro de 1985) é uma ex-futebolista norueguesa que atuava como atacante.

## Carreira
Guro Knutsen Mienna integrou o elenco da Seleção Norueguesa de Futebol Feminino, nas Olimpíadas de 2008. 